# Cot Valley

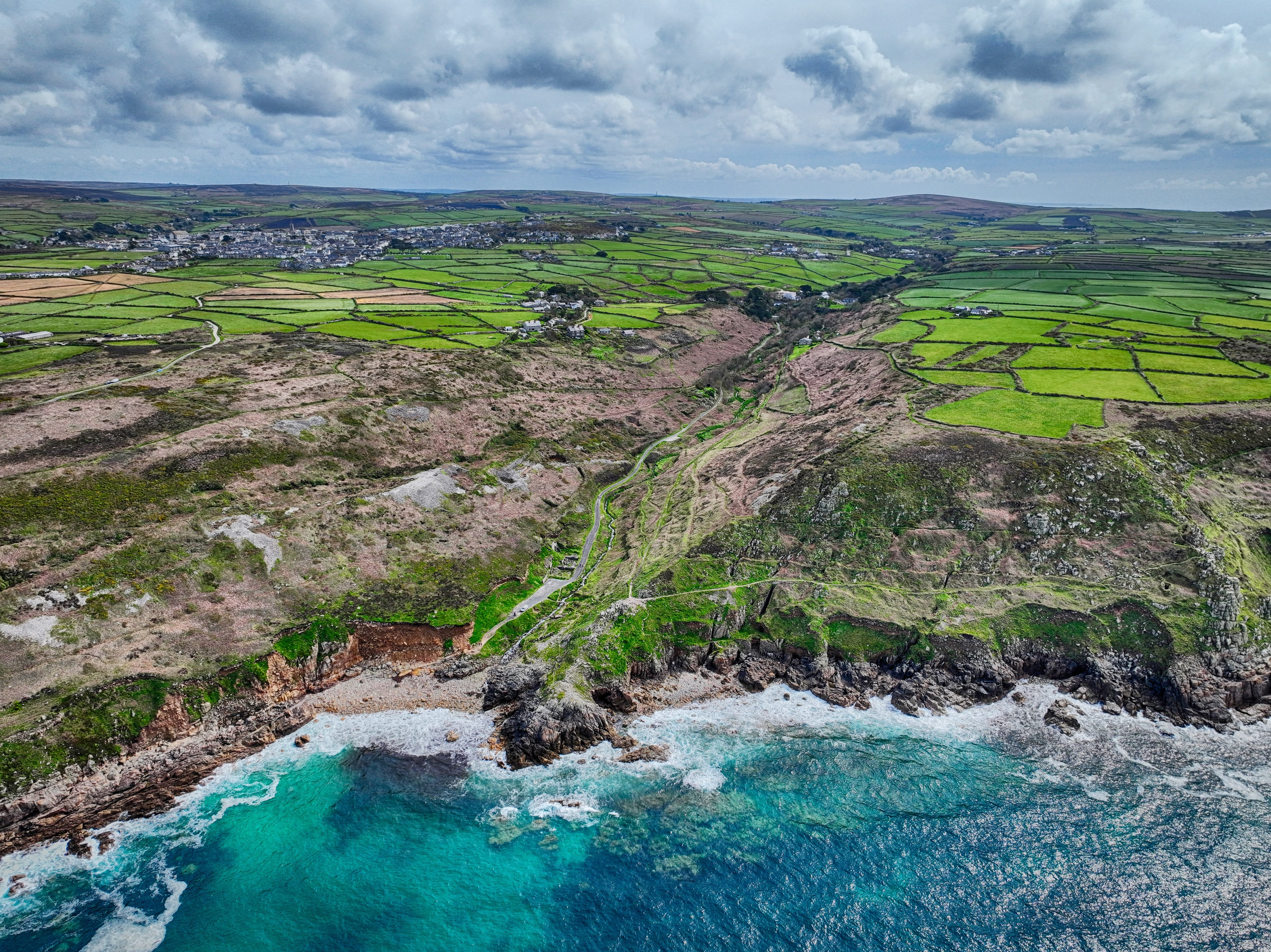
Cot Valley von der Meeresseite

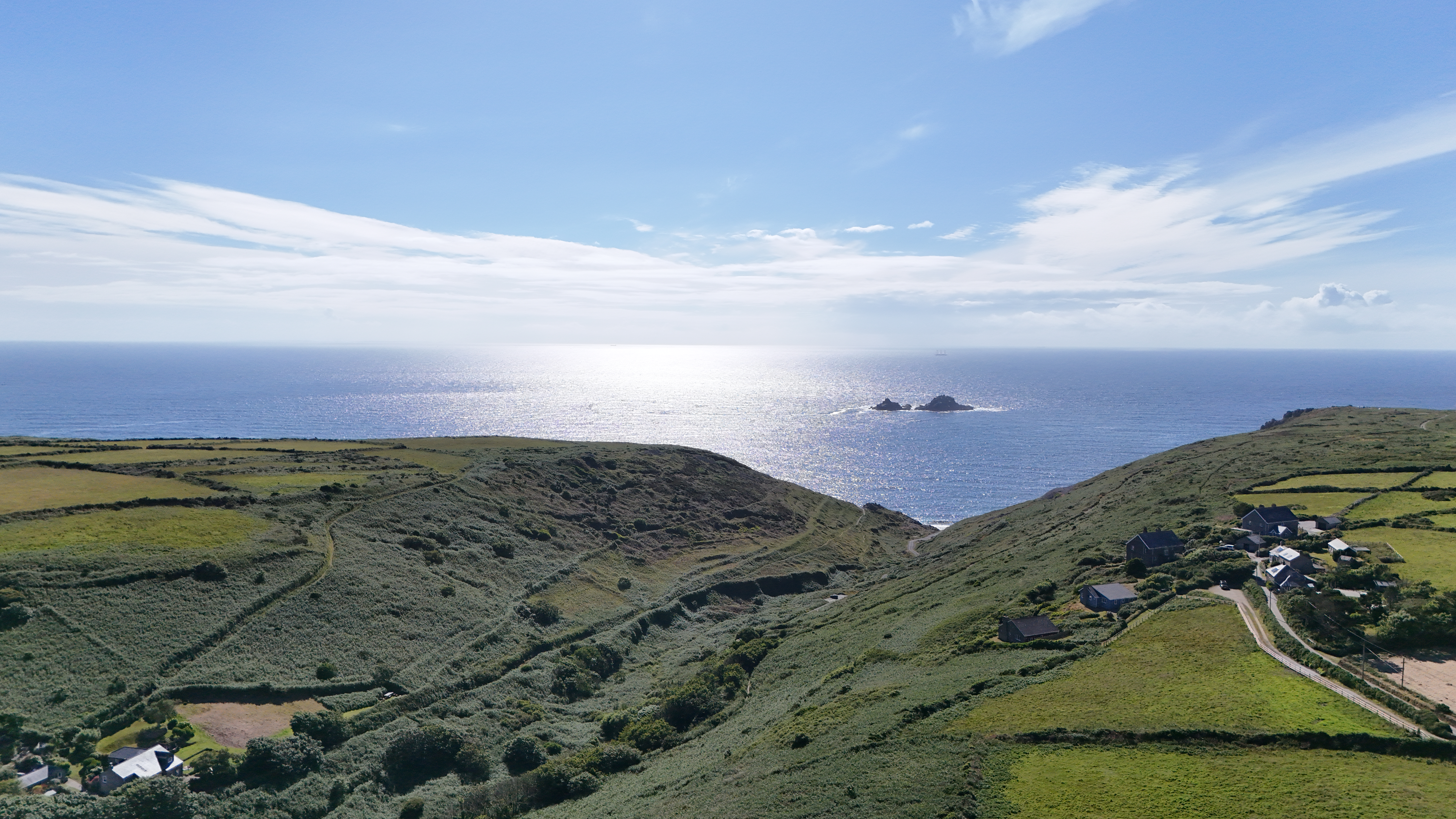
Cot Valley von der Binnenseite

Cot Valley ist ein Tal etwa eine halbe Meile südlich von St. Just im ehemaligen District Penwith. Der Bach mündet bei Porth Nanven in die Celtic Sea. Im Tal liegt eine Jugendherberge der YHA.